# 藍音符爵士樂俱樂部
藍音符爵士樂俱樂部（英語：Blue Note Jazz Club）是一家爵士樂俱樂部和餐廳，位於紐約市格林尼治村第三街西131號。該俱樂部於1981年9月30日由業主和創始人Danny Bensusan開張，而Nat Adderley五重奏樂團為當晚擔任表演者。俱樂部的表演時間安排每天晚上8:00和晚上10:30，而週日爵士早午餐的表演在下午12:30和下午2:30。該場館還開始了一個每兩週一次的夜間劇場演奏系列，提供紐約有前途的爵士樂、靈魂樂、嘻哈、R&B和放克樂表演者在星期六和星期日凌晨12:30展示他們的天分。俱樂部目前繼續營運的位置有日本（東京）、意大利（米蘭）、美國（威基基和納帕）、中國（北京）和斯洛伐克（瓦赫河畔新城區）。

## 畫廊

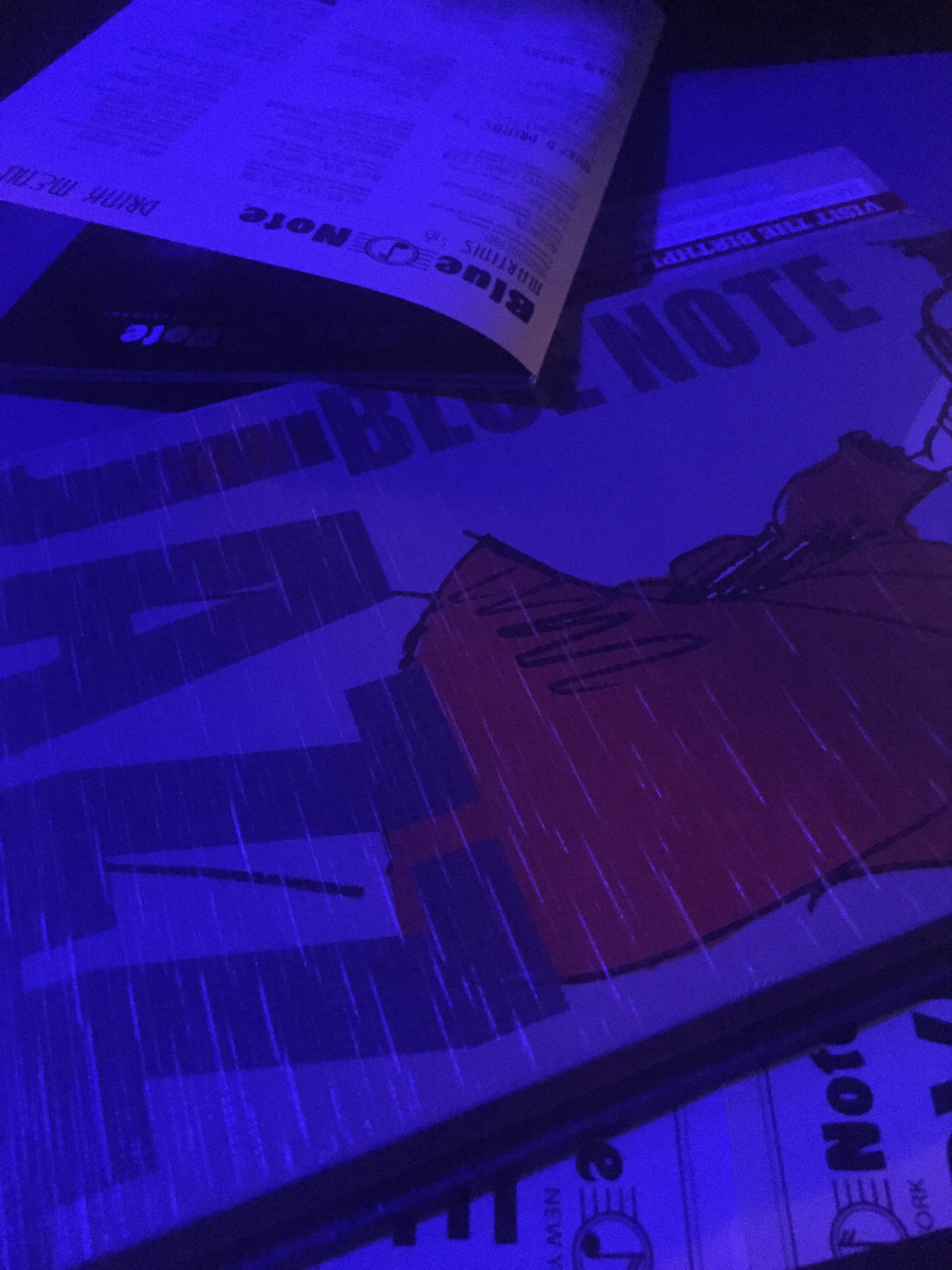
藍音符爵士樂俱樂部的節目單，2016年12月10日
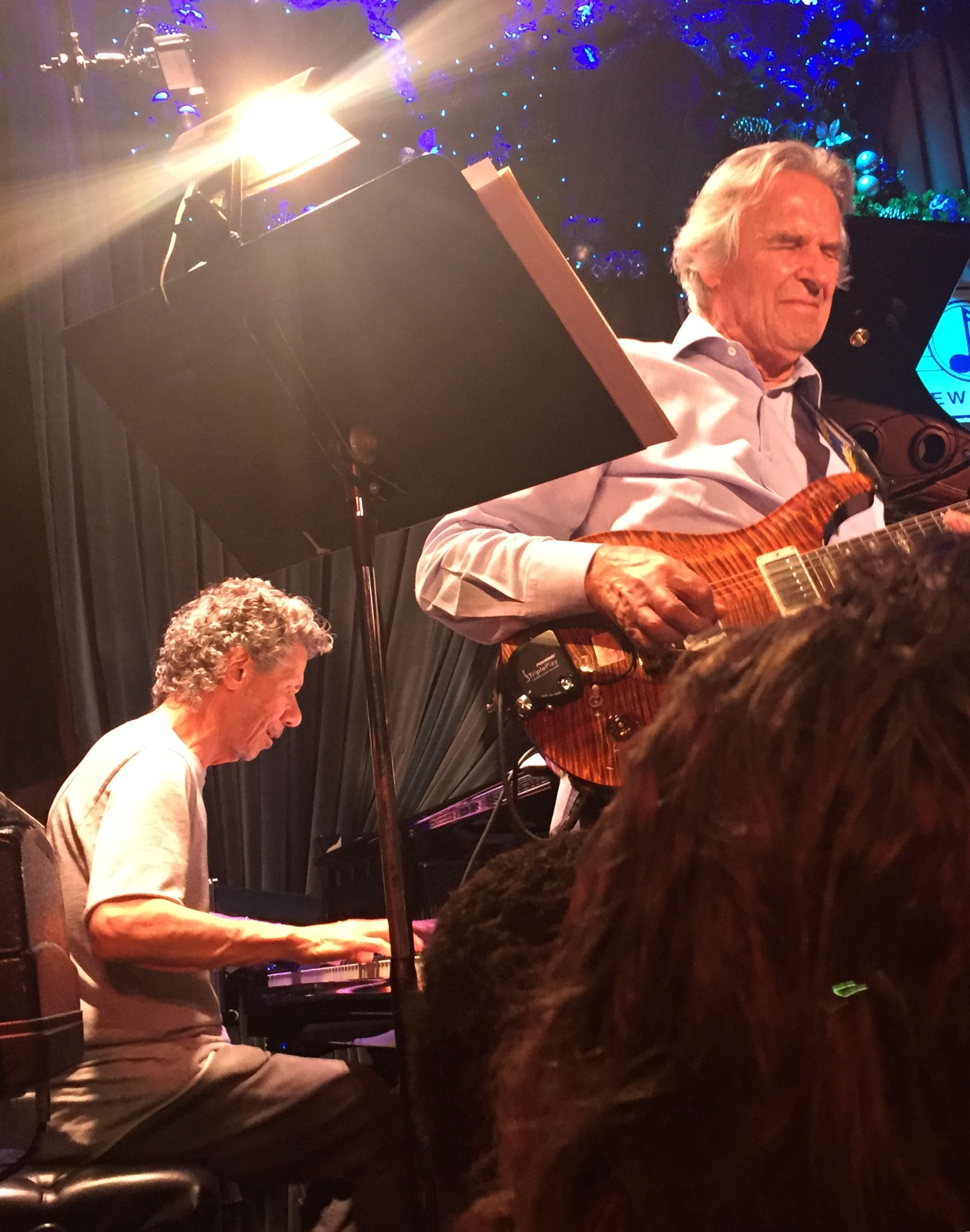
奇克·柯瑞亞的75歳生日，柯瑞亞和約翰·麥勞夫林（英语：John McLaughlin (musician)），2016年12月10日
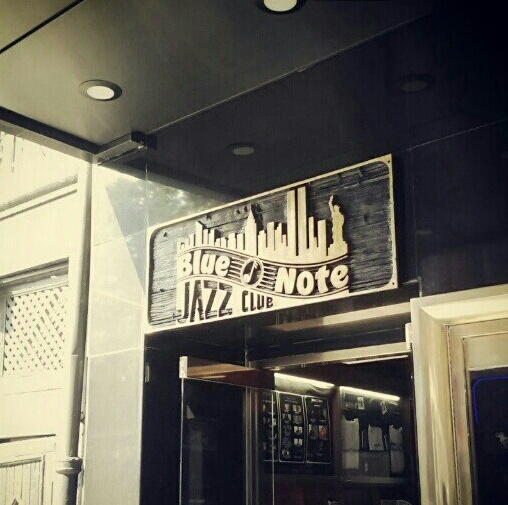
藍音符爵士樂俱樂部，2012年8月
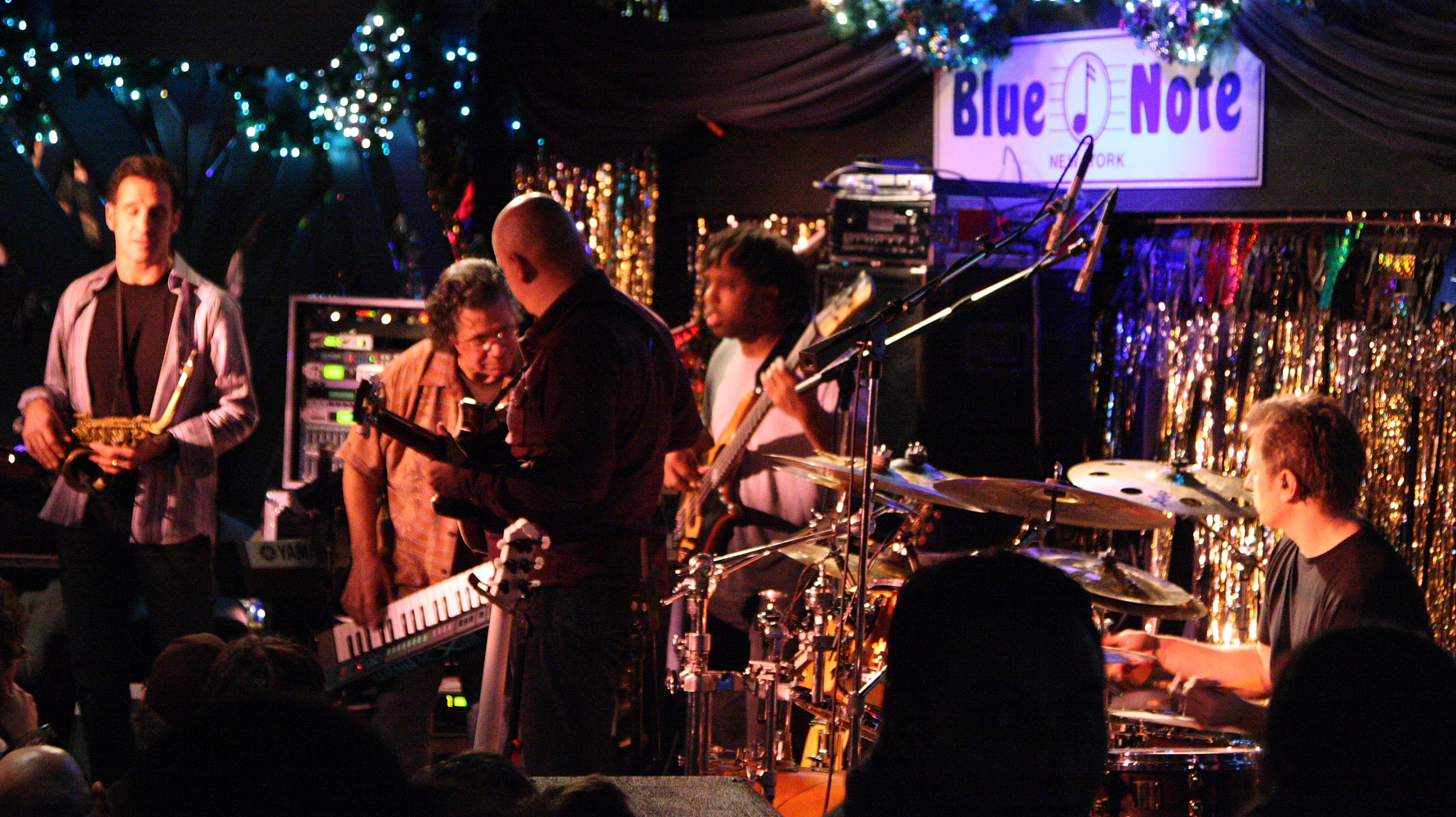
奇克·柯瑞亞電子樂隊（英语：Chick Corea Elektric Band），2007年
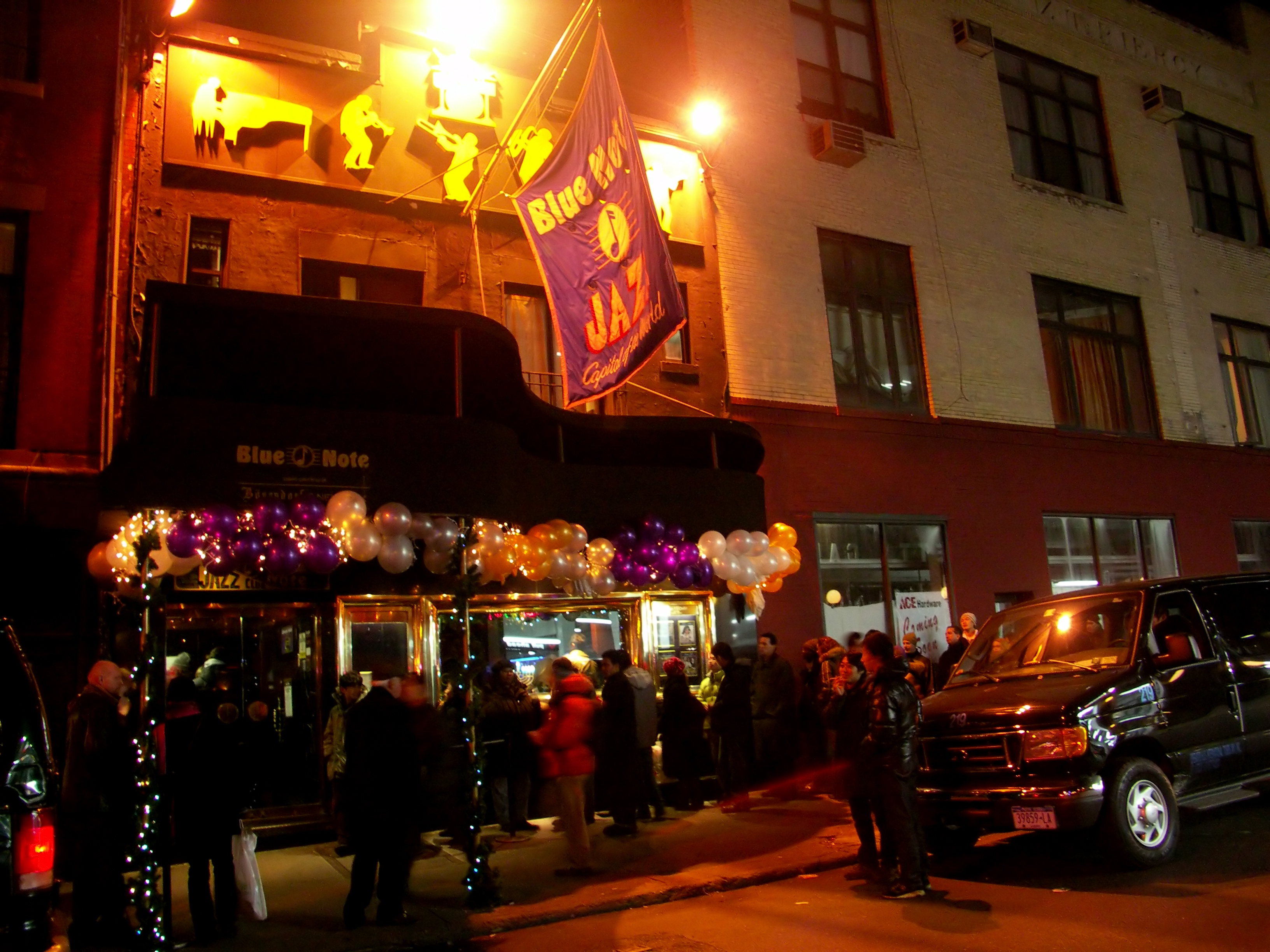
藍音符爵士樂俱樂部，新年日，2006年

## 外部連結
- Official website （页面存档备份，存于）
- Blue Note Napa website （页面存档备份，存于）